# Пуафиси, Сила
Сила Ки Ваи Пуафиси (англ. Sila Ki Vai Puafisi, род. 15 апреля 1988, Тефиси, Вавау) — тонганский регбист, правый столб сборной Тонги.

## Биография

### Клубная карьера
Игровую карьеру начинал в любительском чемпионате Тонги, выступая за команды «Сила Пелу Уа» и «Тоа-ко-Ма’афу», позже с 2012 по 2013 годы играл за новозеландский любительский клуб «Карака». В 2013 году в составе команды провинции Тасман выиграл Кубок ITM в Чемпионшип Дивизионе.
В конце ноября 2013 года он перешёл в клуб «Глостер» из Английской Премьер-Лиги, с которым выиграл Европейский кубок вызова 2014/2015, но в финале против «Эдинбурга» не сыграл. Всего за клуб сыграл 35 матчей (в том числе 34 в чемпионате Англии и еврокубках).
27 августа 2015 года он перешёл в стан чемпионов Про12 — шотландский «Глазго Уорриорз», заключив с ними контракт на один год. Команда вышла в плей-офф Про12, однако в матче 7 мая 2016 года Пуафиси против «Коннахта» был дисквалифицирован на три недели за то, что боднул головой Кирана Мармиона. Его команда в итоге проиграла «Коннахту» 7:14, а в полуфинале турнира снова уступила коннахтцам 11:16. По окончании сезона он продлил контракт ещё на год.
3 января 2017 года Пуафиси подписал соглашение с клубом «Брив» из французского Топ-14 на сезон 2017/2018. Клуб, однако, вылетел в Про Д2. В сезоне 2018/2019 он стал игроком «Ла-Рошели», заключив контракт на два года. В июне 2020 года покинул «Ла-Рошель».
В 2021 году вновь присоединился к новозеландской команде «Карака», выступающей в Кубке Макнамары (одном из оклендских региональных турниров). Был заявлен на Национальный чемпионат провинций 2021 года в составе «Каунтиз Манукау»; команда не смогла доиграть турнир из-за ограничений, связанных с COVID-19, Пуафиси не провёл в розыгрыше ни матча.

### Карьера в сборной
Дебютировал 9 июля 2011 года в Кубке тихоокеанских наций матчем против Японии в Суве (поражение 27:28). В 2013 году был вызван на тест-матчи против Румынии, Франции и Уэльса. В 2015 году попал в заявку на чемпионат мира в Англии и сыграл четыре матча против Грузии, Намибии, Аргентины и Новой Зеландии.